# Parchet (material de construcție)

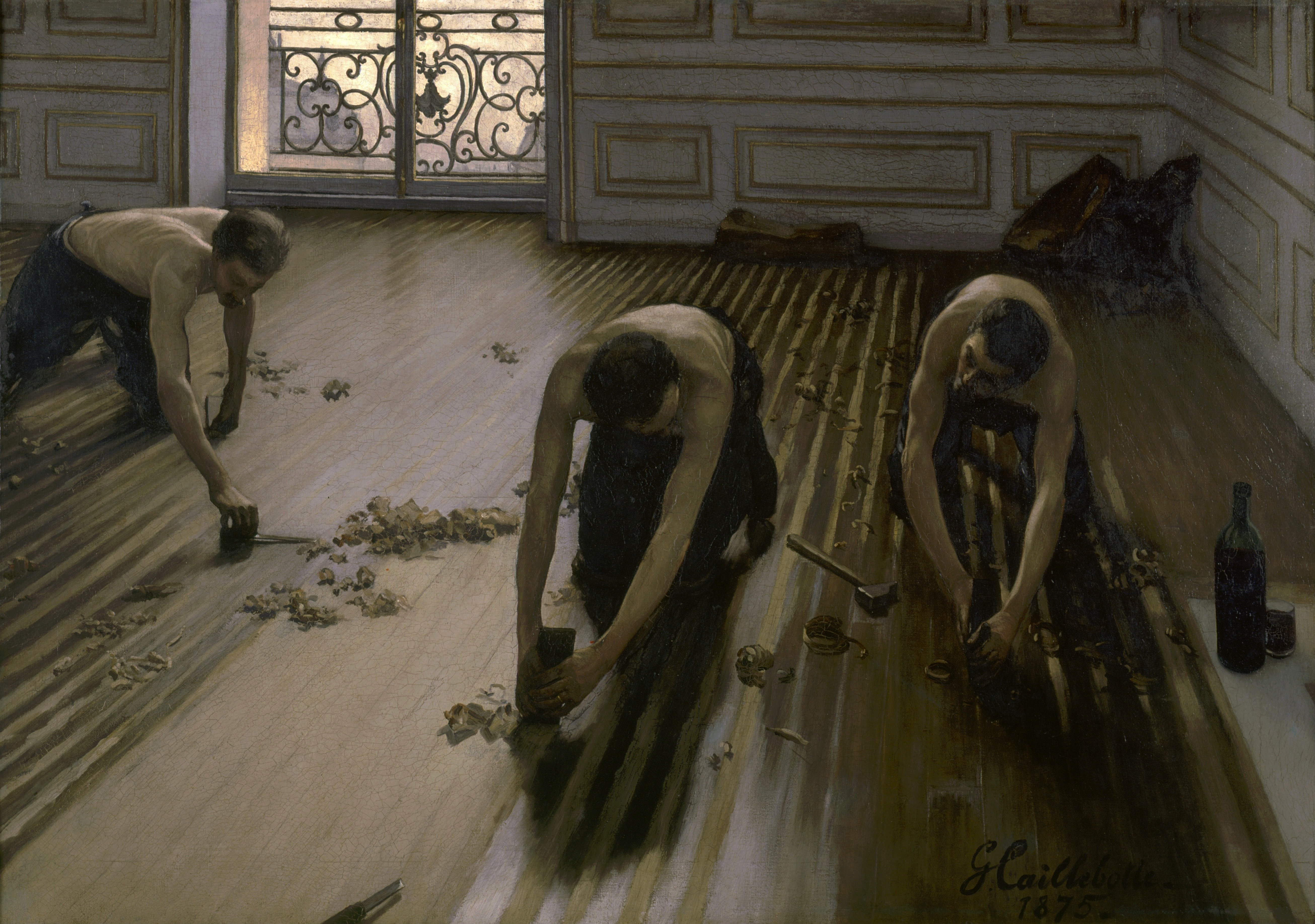
Rabotorii de parchet. Gustave Caillebotte. 1875.

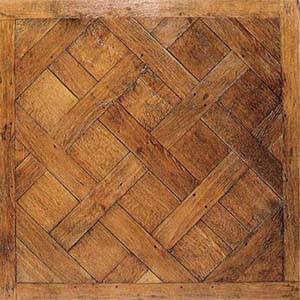
Modul din parchetul de Versailles

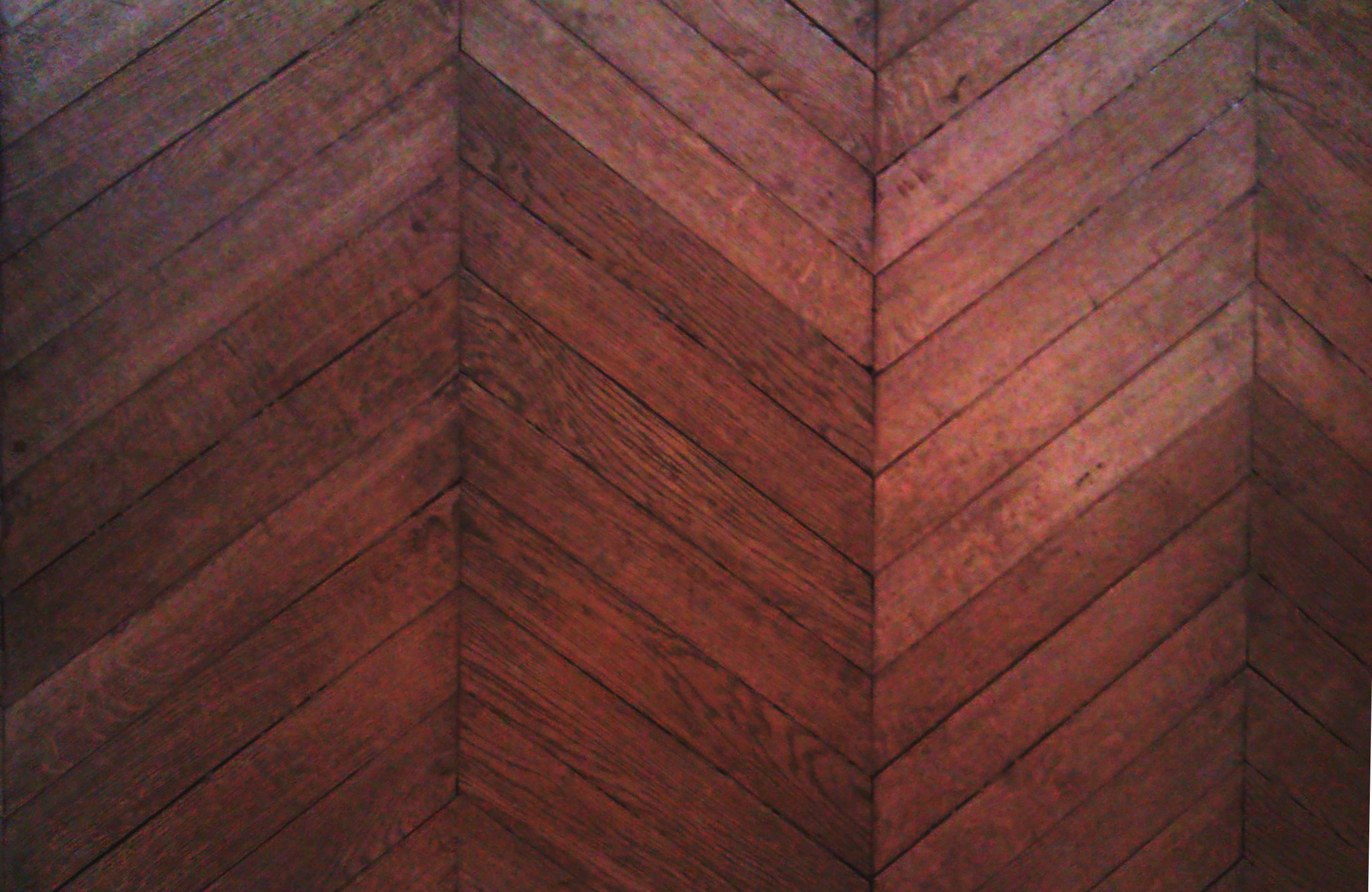
Parchet cu dispunere în stil unguresc

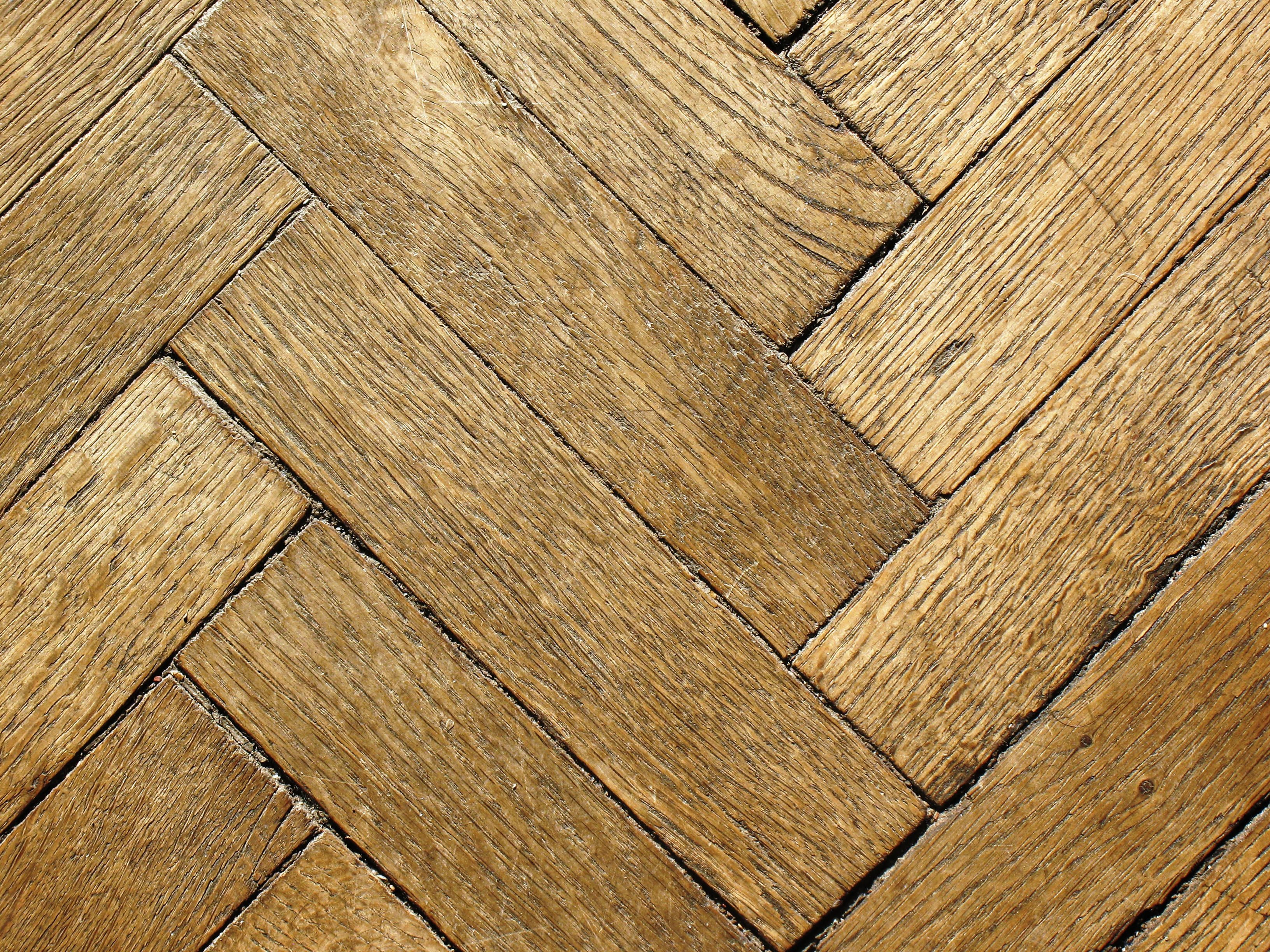

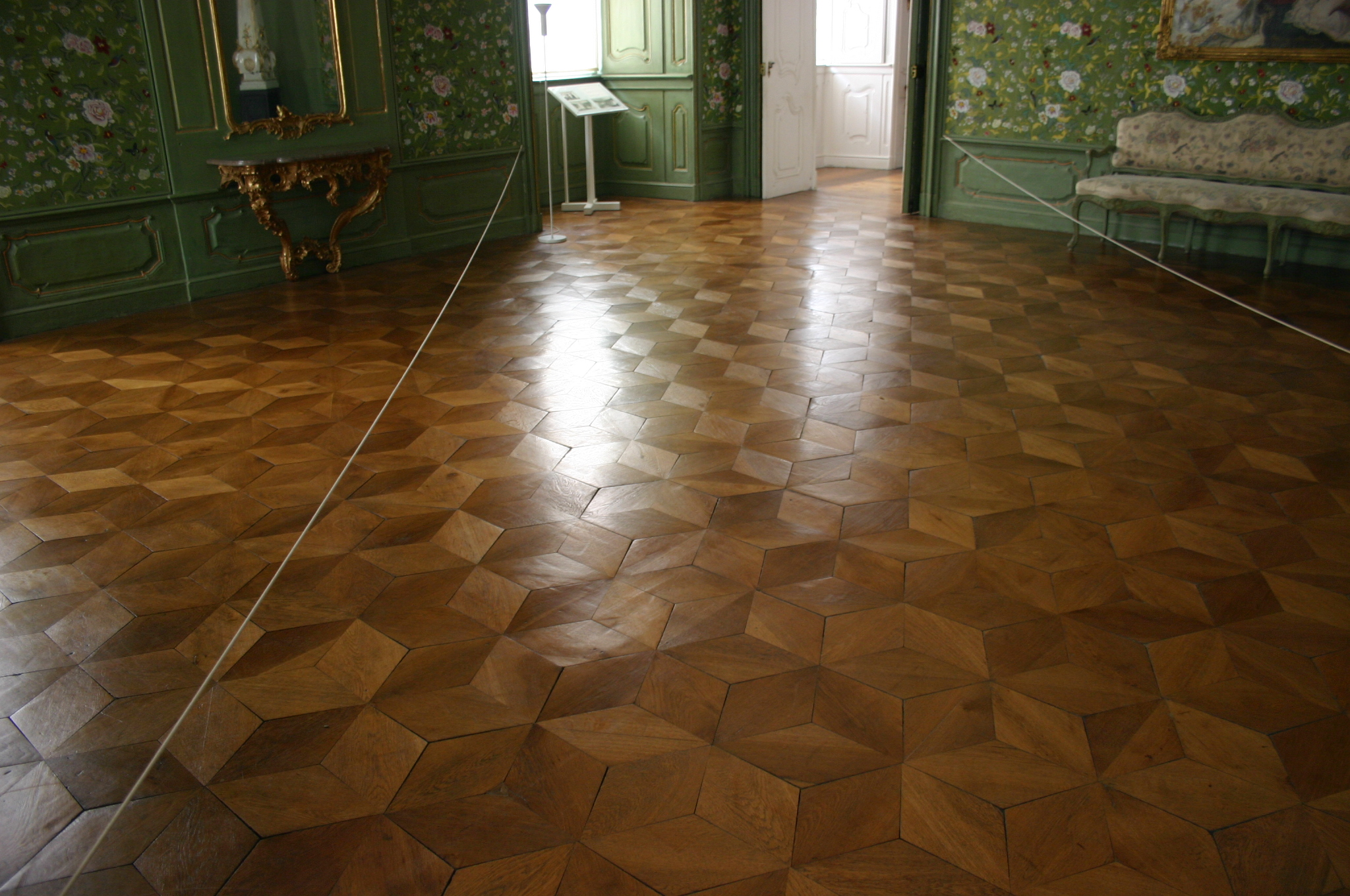

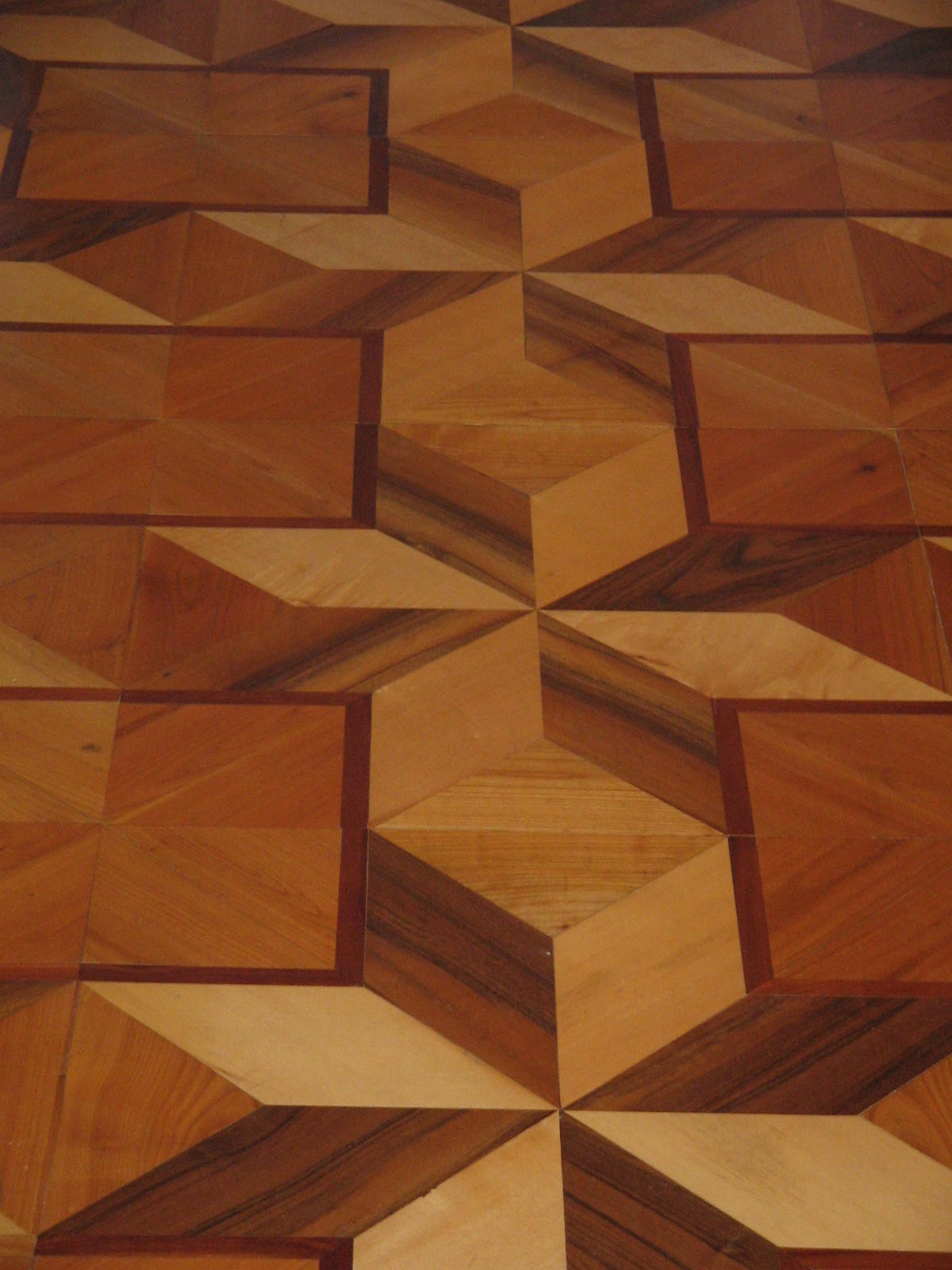

Parchetul este un mozaic geometric de bucăți de lemn, utilizate pentru un efect decorativ. 
Cele două utilizări principale sunt de modele de furnir pe mobilier și modele de bloc pentru podele. Modele de parchet sunt complet geometrice și unghiulare pătrate, triunghiuri, pastile. Cel mai popular model parchet este spic.

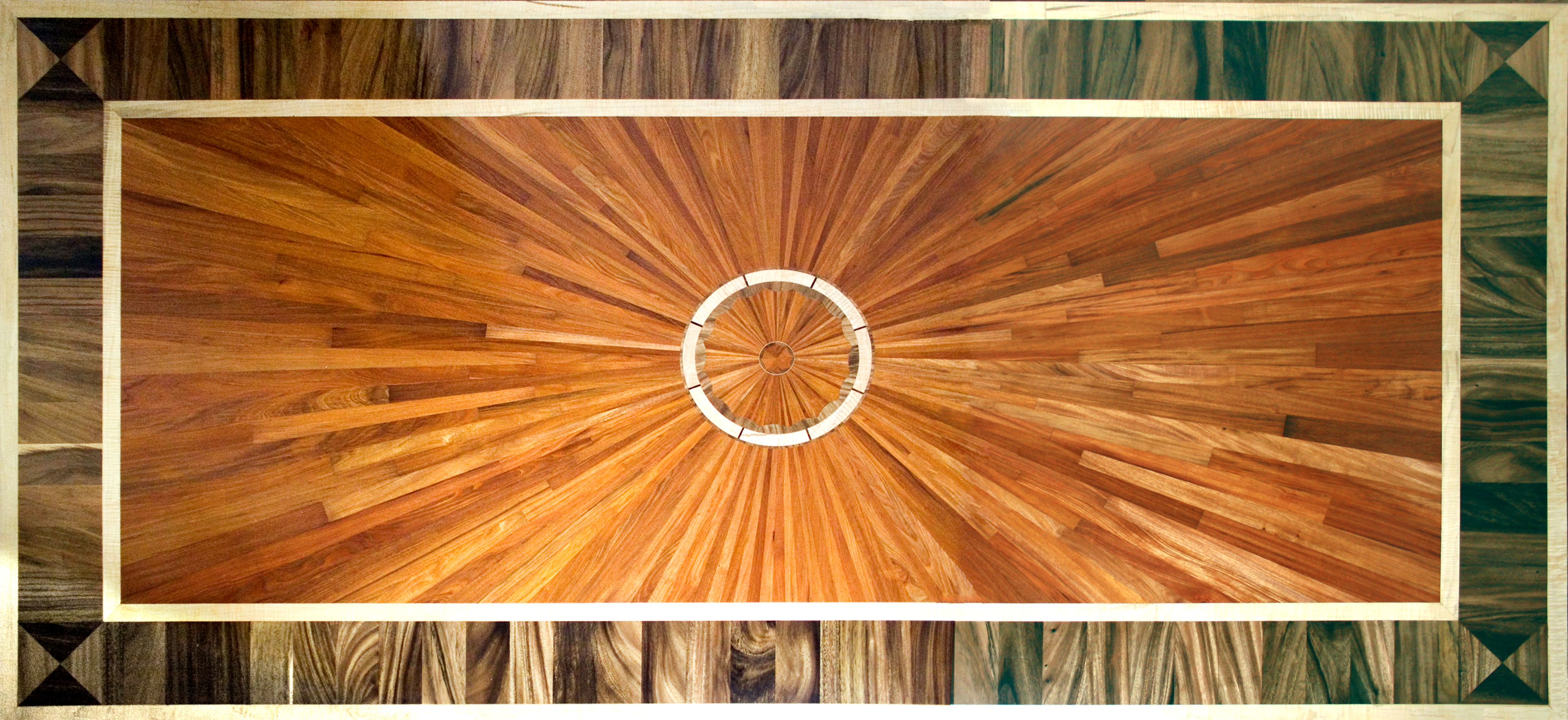

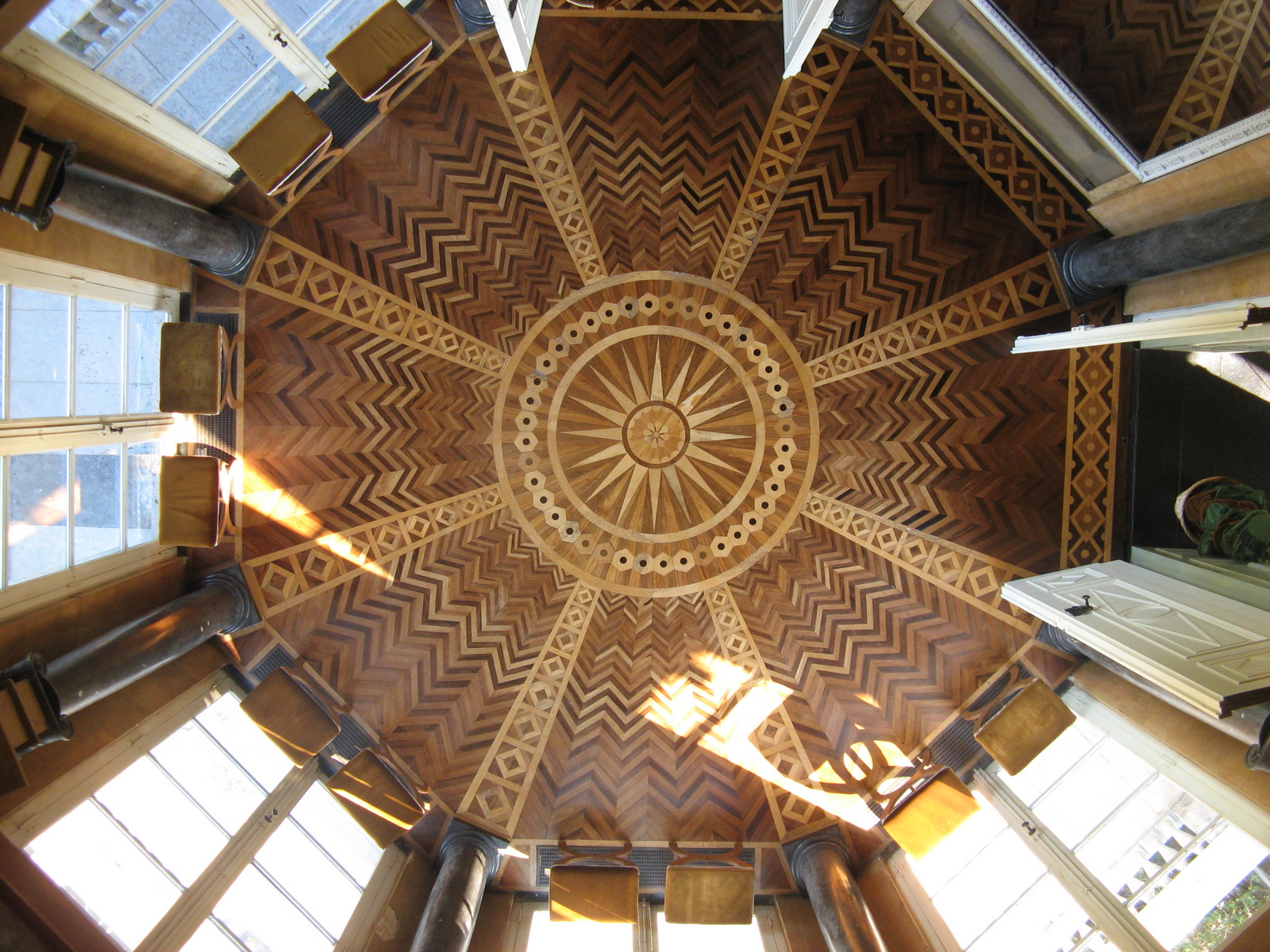
Parchet din secolul 18

## Istorie
Cuvântul provine din limba franceză veche parchet (diminutiv pentru parc), literal însemnând "un spațiu mic închis". Pătrate diagonale mari, cunoscute sub numele de parchet de Versailles au fost introduse în 1684 în calitate de parchet de menuiserie ("parchet din lemn"), pentru a înlocui pardoseala de marmură care trebuia spălată constant și care avea tendința de a putrezi grinzile de sub podelele. Astfel de parchet en lozange a fost remarcat de arhitectul suedez Daniel Cronström la Versailles și la Grand Trianon din 1693.

## Materiale
Cherestea contrastantă în culori și material, cum ar fi stejar, chiparos, cireș, tei, pin, arțar etc., este uneori folosită, iar pentru tipuri mai scumpe, este utilizat mahon bogat colorat, iar uneori și alte tipuri de lemn tare tropical. Deși din punct de vedere tehnic nu este lemn, bambusul este un material popular pentru pardoseli moderne.
Înainte, parchetul era, de obicei, aderat cu bitum fierbinte. Astăzi, sunt utilizați de obicei adezivi reci moderni.

## Curățarea
Podelele din lemn pot fi curățate și sterilizate atunci când este necesar. Aspiratoarele în poziție verticală pot zgâria și roade suprafața.

## Servicii de reparare
Parchetul este, de obicei, de lungă durată și necesită puțină întreținere sau deloc. 
Blocurile dezlipite pot fi re-lipite la loc. Blocurile lipite cu bitum necesită utilizarea fie de bitum fierbinte sau de o emulsie de bitum rece, ca și alte tipuri de adezivi care nu aderă la bitum.

## Uz casnic
Parchetul este adesea găsit în dormitoare și holuri. El este considerat mai bun decât gresia, deoarece se simte mai cald sub picioare. Cu toate acestea el nu este atât de eficient în a absorbi sunetele, cum ar fi de la mersul pe jos, curățarea vacuum și de televizor, care pot provoca probleme în locuințe multi-locative.

## Folosit în NBA

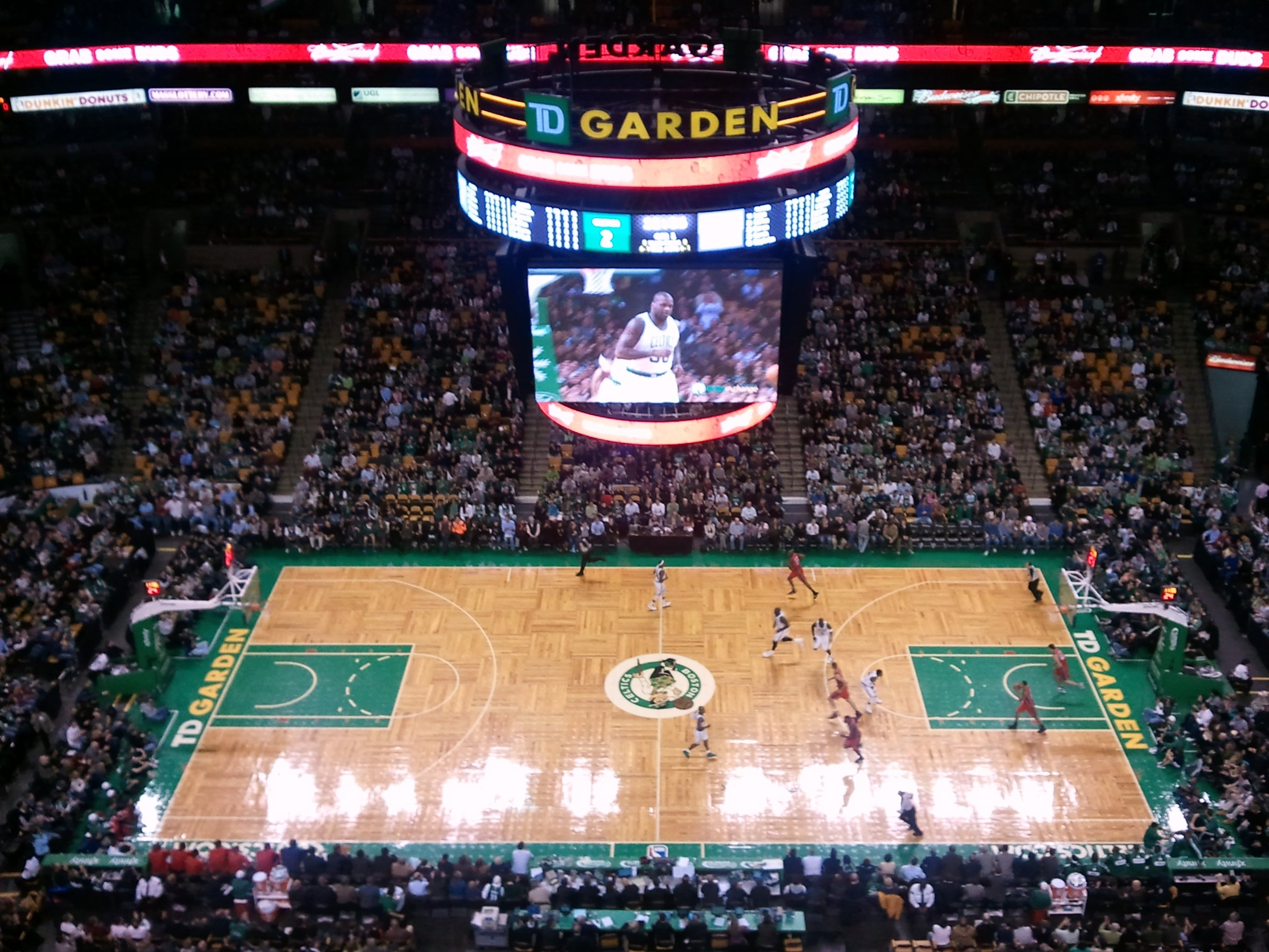
Emblematicul parchet folosite de Boston Celtics pe TD Garden

Unul dintre cele mai renumite parcheturi este cel folosit de către Boston Celtics în NBA. Podeaua originală, care a fost instalată pe arena lui Celtics, instalat inițial pe Boston Arena în 1946, a fost mutată intactă la Boston Garden, în 1952, și folosit acolo până când echipa s-a mutat la ceea ce a fost apoi cunoscut sub numele de FleetCenter în 1995, acum cunoscut sub numele de TD Garden. Podeaua a rămas intactă și în uz până când a fost tăiată și vândută ca suveniruri în 1999, după ce în 1998 Boston Garden a fost demolat. Celtics joacă astăzi pe o podea de parchet pe arena TD Garden, care combină secțiuni vechi și noi.
Podele cu parchet similare au fost făcute pentru Orlando Magic, Minnesota Timberwolves, Denver Nuggets și New Jersey Nets. Din cele patru, doar Magic continua să utilizeze un parchet care a fost transferat la Centrul Amway de la Amway Arena. Nets au fost primii dintre aceste echipe pentru a comuta la un tribunal lemn de esenta tare regulat ( deși lor parchet vechi a continuat să se fi utilizate de către echipa de baschet Seton Hall până în 2007 ) , cu Nuggets , folosind parchet lor în ultimii ani ai epocii " curcubeu " ( 1990-1993 ) [ clarificări necesare ] și Timberwolves instalarea unui nou etaj la Centrul de țintă pentru 2008-09 sezon . Parchetul spic a fost folosit prima dată de Toronto Raptors in anii lor de Skydome , și a fost reînviat de către redenumite Brooklyn Nets la trecerea la Centrul de Barclays în 2012 .

## Estetica
Inginerie parchet de construcție este în principal industrial fabricat sub forma de placi drepte tăișuri, cu profiluri de îmbinare frezate pentru a oferi pentru interconectarea de placi. O astfel de producție este cea mai eficienta metoda de cost, ci lasă o suprafață industrial cu aspect. Recent, producătorii au început încercarea de a extinde acest proces dincolo de simpla margini drepte, de la linii drepte, în general, nu există în lumea naturală, și așa modele construite fără ele au un simt mai natural. 
De exemplu, unii producatori au venit cu o idee de a folosi în loc de cherestea netivita de trunchi de lemn curbură. Această metodă, chiar dacă prezintă un design natural are dezavantajul de a necesita o cantitate mare de materii prime. Lamele din formele sunt scanate de un calculator și montate împreună pentru a se potrivi formele de lamelele vecine. Această metodă, deși oferind un design cu aspect natural și eficient, utilizând materia primă, face ca acest tip de podele foarte costisitoare și dincolo de consumatorul mediu. 
O metodă, dezvoltat prin inginerie producator de podele "parchet ESTA", este de moara materia primă în cantități predefinite în funcție de forme predefinite, care sunt inspirate de natură, pentru a forma un sistem. Formele predefinite sunt alese în așa fel încât să se potrivească împreună cu panouri adiacente și sisteme adiacente, pentru a asigura o acoperire de suprafață infinit extensibil. Această metodă oferă estetica inspirate de natura unice, fiind în același timp se aplică la producția pe scară largă, cu doar costuri moderate pentru consumator.

## Modern
Parchetul hibrid Next Step este o pardoseală de nouă generație, cu stratul de uzură din lemn natural și baza din mineral. Stratul superior din lemn este acoperit cu lacul Ultra Hard, rezistent la abraziune. Finisajul include mai multe straturi de lac întărit cu corindon (oxid de aluminiu) pentru a obține o durabilitate suplimentară. Parchetul hibrid Next Step prezintă certificate A+ care confirmă emisia foarte scazută de COV (compuși organici volatili). Baza plăcii DENSCORETM este un amestec mineral ce nu contine flatați sau metale grele dăunătoare sănătății.